# سول هالبرين
سول هالبرين (بالإنجليزية: Sol Halperin)‏ هو مصور سينمائي أمريكي، ولد في 16 فبراير 1902 في نيوآرك في الولايات المتحدة، وتوفي في 4 مايو 1977 في بيفرلي هيلز في الولايات المتحدة.

## وصلات خارجية
- سول هالبرين على موقع IMDb (الإنجليزية)
- سول هالبرين على موقع أول موفي (الإنجليزية)
- سول هالبرين على موقع قاعدة بيانات الأفلام السويدية (السويدية)
- سول هالبرين على موقع قاعدة بيانات الفيلم (الإنجليزية)
- سول هالبرين على موقع كينوبويسك (الروسية)